# Haile Gebrselassie
Haile Gebrselassie soms ook geschreven als G/selasi (Ge'ez: ኃይሌ ገብረ ሥላሴ, IPA: [hɑjle gɛbrsəlɑsɨ]) (Asela, 18 april 1973) is een Ethiopische atleet. Hij wordt door velen beschouwd als een van de grootste langeafstandslopers aller tijden. Hij werd tweemaal olympisch kampioen en negenmaal wereldkampioen. In totaal nam hij vier keer deel aan de Olympische Spelen en won hierbij twee gouden medailles. Hij was van 2007 tot 2011 wereldrecordhouder op de marathon.

## Biografie

### Familie
Gebrselassie werd geboren in een tukul, een traditionele tent, in een veld circa tien kilometer buiten het stadje Asela, in de zone Arsi in de regio Oromia, 175 km ten zuiden van de hoofdstad Addis Abeba. Het gezin van de ouders van Gebrselassie telde uiteindelijk tien kinderen. Het gebied ligt op 2500 m hoogte, en in zijn jeugd liep Haile dagelijks heen en weer tussen tent en Asela, waar hij naar school ging. Zijn talent voor hardlopen werd daarbij al snel duidelijk. Zijn vader, Bekele Gebrselassie, zag aanvankelijk niets in zijn voornemen professioneel hardloper te worden en probeerde hem met stokslagen te dwingen boer te worden. Na verloop van tijd zag hij echter in dat de jongen niets liever wilde dan hardlopen en dat het beter was hem zijn gang te laten gaan. Hervestigingsbeleid van de regering dwong het gezin de tukul te verlaten en zich in Asela te vestigen. Op de plaatselijke atletiekbaan kon Haile verder trainen. In september 1992 nam zijn oudere broer Tekeye Gebreselassie deel aan het Wereldkampioenschap halve marathon 1992 in Newcastle en vroeg daarna doorreizend naar Nederland aldaar in oktober 1992 samen met vier andere Ethiopische atleten asiel aan.

### Successen
De eerste belangrijke internationale overwinningen kwamen in 1992, toen Gebrselassie op negentienjarige leeftijd wereldkampioen bij de junioren werd op zowel de 5000 als de 10.000 m. In 1991 was hij reeds in contact gekomen met Jos Hermens. In december 1992 verbleef hij enige tijd in diens atletenwoning te Uden in Nederland, om daarvandaan voor geldprijzen aan diverse Europese wedstrijden deel te nemen. In het daarop volgende decennium was hij op die afstanden vrijwel onverslaanbaar. Later legde hij zich toe op de marathon. Zijn succesvolle overstap van de baan- naar de wegatletiek volgde na de Olympische Spelen van Athene in 2004. In de voorbereiding voor de marathon van Amsterdam liep hij een wereldrecord op de incourante 10 Engelse mijl in Tilburg. Later vestigde Gebrselassie een persoonlijk, nationaal en parcoursrecord en beste jaartijd tijdens de marathon van Amsterdam. In het begin van 2006 verpulverde hij het wereldrecord op de halve marathon met 21 seconden. Een belangrijk doel van Gebrselassie was het verbreken van het aantal wereldrecords van Emil Zátopek. Het record van Zátopek stond op 22, maar de officiële teller van Haile stond inmiddels op 24. Na afloop van de marathon van Berlijn in 2007 verklaarde Gebrselassie zijn pijlen nog te willen richten op de olympische marathon van Peking en het WK marathon in Duitsland in 2009, om zijn reeds complete carrière verder te vergulden met aansprekende zeges.
Zijn belangrijkste sportieve rivaal was de Keniaan Paul Tergat, die tijdens de olympische finales 10.000 m van 1996 en 2000 in spannende eindsprints door Gebrselassie werd verslagen. Tergat was lange tijd de houder van het wereldrecord op de marathon, ondanks recordpogingen van Gebrselassie tijdens de marathons van Amsterdam in 2005 en Berlijn in 2006. In 2007 echter lukte het Gebrselassie om een van zijn laatste doelen in de atletiek te bereiken. Tijdens de marathon van Berlijn verbrak hij het wereldrecord van Tergat met 29 seconden om het op 2:04.26 te brengen, de nieuwe maatstaf op de klassieke afstand. Een jaar later, op 28 september 2008, verbeterde hij wederom in Berlijn zijn eigen record tot 2:03.59.

### Olympische Spelen van Peking
Medio maart 2008 was zijn deelname aan de Olympische Spelen van Peking uiterst onzeker. Oorzaak was de sterk vervuilde lucht van de stad, waaraan Gebrselassie zich met zijn astma niet wilde blootstellen. Bovendien wilde hij in het najaar van 2008 een nieuwe poging doen om zijn eigen wereldrecord op de marathon te verbeteren. Hij prefereerde daarom in Peking deelname aan de 10.000 m. Dit werd hem door de Ethiopische Atletiekfederatie aanvankelijk niet in dank afgenomen. Men wilde hem dwingen om toch op de marathon van start te gaan, maar Gebrselassie hield voet bij stuk. En gezien de tijden die hij op deze afstand reeds had gerealiseerd kon men ook niet om hem heen, waarna de Ethiopische atletiekofficials ten slotte eieren voor hun geld kozen. Overigens viel Gebrselassie in Peking buiten de prijzen. In een tijd van 27.06,68 werd hij op de 10.000 m zesde.
Het jaar 2009 begon hij voortvarend met 2:05.29 op de marathon van Dubai.
Gebrselassie is eigenaar van de investeringsmaatschappij Haile Alem International, een bedrijf met meer dan 800 werknemers en beleggingen in vooral vastgoed. Het bedrijf investeert vooral in Ethiopië.
Hij woont samen met zijn vrouw Alem, hun drie dochters en één zoon in Addis Abeba.

## Eredoctoraten
Op 22 april 2005 kreeg Haile Gebrselassie een eredoctoraat van de Nationale Universiteit van Ierland in Dublin. De meervoudig olympisch kampioen en wereldrecordhouder werd geprezen voor zijn steun aan sociale projecten op het gebied van onderwijs en hiv/aids. Op 5 mei 2008, op de slotdag van de Afrikaanse kampioenschappen, werd dit gevolgd door een eredoctoraat van de Universiteit van Leeds. De Universiteit van Leeds was een van de hoofdsponsors van de 16de Afrikaanse atletiekkampioenschappen.

## Titels
- Olympisch kampioen 10.000 m - 1996, 2000
- Wereldkampioen 10.000 m - 1993, 1995, 1997, 1999
- Wereldkampioen halve marathon - 2001
- Wereldindoorkampioen 1500 m - 1999
- Wereldindoorkampioen 3000 m - 1997, 1999, 2003
- Ethiopisch kampioen 1500 m - 1998
- Ethiopisch kampioen 5000 m - 1993
- Wereldjuniorenkampioen 5000 m - 1992
- Wereldjuniorenkampioen 10.000 m - 1992

## Persoonlijke records
Baan
| Onderdeel   | Prestatie | Datum            | Plaats    |
| ----------- | --------- | ---------------- | --------- |
| 1500 m      | 3.33,73   | 6 juni 1999      | Stuttgart |
| 1 Eng. mijl | 3.52,39   | 27 juni 1999     | Gateshead |
| 2000 m      | 4.56,1    | 22 augustus 1997 | Brussel   |
| 3000 m      | 7.25,09   | 28 augustus 1998 | Brussel   |
| 2 Eng. mijl | 8.01,08   | 31 mei 1997      | Hengelo   |
| 5000 m      | 12.39,36  | 13 juni 1998     | Helsinki  |
| 10.000 m    | 26.22,75  | 1 juni 1998      | Hengelo   |
| 20.000 m    | 56.26,75  | 27 juni 1998     | Hengelo   |

Weg
| Onderdeel      | prestatie | Datum             | Plaats   |
| -------------- | --------- | ----------------- | -------- |
| 10 km          | 27.02     | 11 december 2002  | Doha     |
| 15 km          | 41.38     | 11 november 2001  | Nijmegen |
| 15 km *        | 41.22     | 4 september 2005  | Tilburg  |
| 10 Eng. mijl   | 44.24     | 4 september 2005  | Tilburg  |
| 20 km **       | 55.48     | 15 januari 2006   | Phoenix  |
| halve marathon | 58.55     | 15 januari 2006   | Phoenix  |
| 25 km          | 1:11.37   | 12 maart 2006     | Alphen   |
| 30 km          | 1:28.01   | 18 januari 2008   | Dubai    |
| marathon       | 2:03.59   | 28 september 2008 | Berlijn  |

 * op weg naar 10 Engelse mijl, geen officiële tijdwaarneming

 ** op weg naar halve marathon
Indoor
| Onderdeel   | Prestatie | Datum            | Plaats     |
| ----------- | --------- | ---------------- | ---------- |
| 800 m       | 1.49,35   | 9 februari 1997  | Dortmund   |
| 1000 m      | 2.20,3    | 1 februari 1998  | Stuttgart  |
| 1500 m      | 3.31,76   | 1 februari 1998  | Stuttgart  |
| 2000 m      | 4.52,86   | 15 februari 1998 | Birmingham |
| 3000 m      | 7.26,15   | 25 januari 1998  | Karlsruhe  |
| 2 Eng. mijl | 8.04,69   | 21 februari 2003 | Birmingham |
| 5000 m      | 12.50,38  | 14 februari 1999 | Birmingham |

## Wereldrecords
| WR #  | Afstand                   | Tijd     | Plaats                   | Datum             | Status                |
| ----- | ------------------------- | -------- | ------------------------ | ----------------- | --------------------- |
| 1     | 5000 m                    | 12.56,96 | Hengelo, NED             | 4 juni 1994       |                       |
| 2     | 2 Eng. mijl (3219 m)      | 8.07,46  | Kerkrade, NED            | 27 mei 1995       |                       |
| 3     | 10.000 m                  | 26.43,53 | Hengelo, NED             | 5 juni 1995       |                       |
| 4     | 5000 m                    | 12.44,39 | Zürich, SUI              | 16 augustus 1995  |                       |
| 5     | 5000 m (indoor)           | 13.10,98 | Zürich, SUI              | 27 januari 1996   |                       |
| 6     | 3000 m (indoor)           | 7.30,72  | Stuttgart, GER           | 4 februari 1996   |                       |
| 7     | 5000 m (indoor)           | 12.59,04 | Stockholm, SWE           | 20 februari 1997  |                       |
| 8     | 2 Eng. mijl               | 8.01,08  | Hengelo, NED             | 31 mei 1997       | Daniel Komen (KEN)    |
| 9     | 10.000 m                  | 26.31,32 | Oslo, NOR                | 4 juli 1997       |                       |
| 10    | 5000 m                    | 12.41,86 | Zürich, SUI              | 13 augustus 1997  |                       |
| 11    | 3000 m (indoor)           | 7.26,14  | Karlsruhe, GER           | 25 januari 1998   | Daniel Komen          |
| 12    | 2000 m (indoor)           | 4.52,86  | Birmingham, GBR          | 16 februari 1998  | Actueel               |
| 13    | 10.000 m                  | 26.22,75 | Hengelo, NED             | 1 juni 1998       | Kenenisa Bekele (ETH) |
| 14    | 5000 m                    | 12.39,36 | Helsinki, FIN            | 13 juni 1998      | Kenenisa Bekele       |
| 15    | 5000 m (indoor)           | 12.50,38 | Birmingham, GBR          | 14 februari 1999  | Kenenisa Bekele       |
| 16    | 10 km                     | 27.02    | Doha, QAT                | 11 december 2002  | Micah Kogo (KEN)      |
| 17    | 2 Eng. mijl (indoor)      | 8.04,69  | Birmingham, GBR          | 21 februari 2003  | Actueel               |
| 18 *  | 15 km                     | 41.22    | Tilburg, NED             | 4 september 2005  | Niet erkend           |
| 19    | 10 Eng. mijl (16.093 m)   | 44.23    | Tilburg, NED             | 4 september 2005  | Actueel               |
| 20    | 20 km                     | 55.48    | Phoenix (AZ), USA        | 15 januari 2006   | Samuel Wanjiru (KEN)  |
| 21    | halve marathon (21.098 m) | 58.55    | Phoenix (AZ), USA        | 15 januari 2006   | Zersenay Tadese (ERI) |
| 22 ** | 25 km                     | 1:11.37  | Alphen aan den Rijn, NED | 12 maart 2006     | Niet erkend           |
| 23    | 20.000 m                  | 56.26,0  | Ostrava, CZ              | 27 juni 2007      | Actueel               |
| 24    | werelduurrecord           | 21.285 m | Ostrava, CZ              | 27 juni 2007      | Actueel               |
| 25    | marathon (42.195 m)       | 2:04.26  | Berlijn, GER             | 30 september 2007 |                       |
| 26    | marathon (42.195 m)       | 2:03.59  | Berlijn, GER             | 28 september 2008 | Patrick Makau (KEN)   |
| 27    | 30 km                     | 1:27.49  | Berlijn, GER             | 20 september 2009 | Patrick Makau (KEN)   |

* Onofficieel vanwege ontbreken tijdwaarneming op 15 km-punt (op weg naar 10 Engelse mijl).

 ** Niet erkend vanwege ontbreken controle op bloeddoping en vanwege 'pacing violation' (hazen in de vorm van deelnemers aan 20 km-wedstrijd stapten in, nadat Gebrselassie vijf kilometer afgelegd had).

## Palmares

### 1500 m
- 1999:  WK indoor - 3.33,77

### 1 Eng. mijl
- 1993:  Emsley Carr Mile - 3.52,39

### 3000 m
Kampioenschappen
- 1995:  IAAF Grand Prix - 7.35,90
- 1997:  WK indoor - 7.34,71
- 1998:  IAAF Grand Prix - 7.50,00
- 1999:  WK indoor - 7.53,57
- 2003:  WK indoor - 7.40,97

Golden League-overwinningen
- 1998: Bislett Games - 7.27,42
- 1998: Herculis - 7.24,54
- 1998: Memorial Van Damme - 7.25,09

### 5000 m
Kampioenschappen
- 1992:  WJK te Seoel - 13.36,06
- 1993:  Afrikaanse kamp. - 13.10,41
- 1993:  WK - 13.03,17

Golden League-overwinningen
- 1998: Golden Gala - 13.02,63
- 1998: Weltklasse Zürich - 12.54,08
- 1998: ISTAF – 12.56,52
- 1999: Bislett Games - 12.53,92
- 1999: Weltklasse Zürich - 12.49,64
- 2000: Weltklasse Zürich - 12.57,95

### 10.000 m
Kampioenschappen
- 1992:  WJK - 28.03,99
- 1993:  Afrikaanse kamp. - 27.30,17
- 1993:  WK - 27.46,02
- 1995:  WK - 27.12,95
- 1996:  OS - 27.07,34
- 1997:  WK - 27.24,58
- 1999:  WK - 27.57,27
- 2000:  OS - 27.18,20
- 2001:  WK - 27.54,41
- 2003:  WK - 26.50,77
- 2004: 5e OS - 27.27,70
- 2008: 6e OS - 27.06,68

Golden League-overwinningen
- 2003: Memorial Van Damme - 26.29,22

### 10 km
- 1994:  Media Bleno Dongio - 27.34 (WR)
- 1995:  Media Bleno Dongio - 28.02
- 1995:  Memorial Pepe Greco - 28.39
- 1996:  Memorial Pepe Greco - 28.42
- 1997:  Memorial Pepe Greco - 28.22
- 1998:  Memorial Pepe Greco - 28.59
- 2001:  Mattoni Grand Prix - 28.07
- 2001:  Great Ethiopian Run - 30.04
- 2002:  Doha QSI $1M 10K road race - 27.02 (WR)
- 2005:  Great Manchester Run - 27.25
- 2005:  British London Run - 28.12
- 2009:  Great Manchester Run - 27.39
- 2010:  10 km van Madrid - 28.56
- 2010:  Great Manchester Run - 28.02
- 2010:  10 km van Luanda - 28.05
- 2011:  Great Manchester Run - 28.10
- 2011:  10 km van Knarvik - 28.39
- 2011:  10 km van Luanda - 28.08

### 15 km
- 1994:  Zevenheuvelenloop - 43.00
- 2001:  Zevenheuvelenloop - 41.38
- 2005:  Zevenheuvelenloop - 41.57
- 2007:  Montferland Run - 42.36
- 2008:  HBA Melbourne - 42.40
- 2011:  Zevenheuvelenloop - 42.44

### 10 Eng. mijl
- 2005:  Tilburg Ten Miles - 44.24 (WR)
- 2013:  Grand Prix von Bern - 46.59,9

### halve marathon
- 2001:  Ethiopische kamp. - 1:04.34
- 2001:  WK in Bristol - 1:00.03
- 2002:  halve marathon van Lissabon - 59.41 (downhill)
- 2005:  halve marathon van Almería - 1:01.46
- 2005:  halve marathon van Granollers - 1:01.33
- 2005:  halve marathon van Amsterdam - 1:02.03
- 2006:  halve marathon van Phoenix - 58.55
- 2006:  halve marathon van Granollers - 1:00.08
- 2006:  halve marathon van Berlijn - 1:02.46
- 2007:  halve marathon van Berlijn - 1:02.29
- 2007:  halve marathon van New York - 59.24 (downhill)
- 2008:  halve marathon van Dubai - 1:01.27
- 2008:  halve marathon van Lissabon - 59.15
- 2009:  City-Pier-City Loop - 59.50
- 2009:  halve marathon van Porto - 1:00.04
- 2010:  Great North Run - 59.33
- 2011:  halve marathon van Wenen - 1:00.18
- 2011:  Great Birmingham Run - 1:01.29
- 2012:  halve marathon van Wenen - 1:00.52
- 2013:  halve marathon van Wenen - 1:01.14
- 2013:  Great Scottish Run - 1:01.09

### marathon
- 1988: 99e Addis Ababa Marathon - 2:48.xx
- 2002:  Londen Marathon - 2:06.35
- 2005:  marathon van Amsterdam - 2:06.20
- 2006: 9e Londen Marathon - 2:09.05
- 2006:  marathon van Berlijn - 2:05.56
- 2006:  marathon van Fukuoka - 2:06.52
- 2007:  marathon van Berlijn - 2:04.26 (WR)
- 2008:  marathon van Dubai - 2:04.53
- 2008:  marathon van Berlijn - 2:03.59 (WR)
- 2009:  marathon van Dubai - 2:05.29
- 2009:  marathon van Berlijn - 2:06.08
- 2010:  marathon van Dubai - 2:06.09
- 2012: 4e marathon van Tokio - 2:08.17

### overige afstanden
- 1993:  4 Mijl van Groningen - 17.53
- 2013:  4 Mijl van Groningen - 17.31

### veldlopen
- 1991: 5e Ethiopische kamp. (12.000 m)
- 1991: 8e WK veldlopen voor junioren (8415 m) - 24.23
- 1992:  WK veldlopen voor junioren (8000 m) - 23.35
- 1993: 7e WK veldlopen (lange afstand) - 33.23
- 1994:  WK veldlopen (lange afstand) - 34.32
- 1995: 4e WK veldlopen (lange afstand) - 34.26
- 1996: 5e WK veldlopen (lange afstand) - 34.28

## Onderscheidingen
- IAAF-atleet van het jaar - 1998
- Prince of Asturias Award for Sports - 2011